# Tennessine
Tennessine là tên gọi nguyên tố hóa học với ký hiệu Ts và số nguyên tử 117. Nó là nguyên tố được phát hiện gần đây nhất với chỉ có 6 nguyên tử được phát hiện ở phòng thí nghiệm Nga-Mỹ tại Dubna, tỉnh Moskva, Nga, năm 2009–2010. Mặc dù nó nằm ở vị trí nguyên tố nặng nhất của nhóm halogen, chưa có dữ liệu thí nghiệm để chứng minh tính chất tương tự của nó với các nguyên tố nhẹ hơn trong nhóm như astatin hay iod.

## Lịch sử

### Phát hiện
Tháng 1 năm 2010, các nhà khoa học tại Phòng thí nghiệm phản ứng hạt nhân Flerov (Flerov Laboratory of Nuclear Reactions) thông báo nội bộ rằng họ đã thành công khi phát hiện phân rã của nguyên tố mới với Z=117 từ các phản ứng:
48
20Ca
 + 249
97Bk
  → 297
117Ts
* → 294
117Ts
  + 3 1
0n
48
20Ca
 + 249
97Bk
  → 297
117Ts
* → 293
117Ts
  + 4 1
0n
Chỉ có sáu nguyên tử được tổng hợp từ hai đồng vị bên cạnh, không có phân rã để biết các đồng vị của các nguyên tố nhẹ hơn. Các kết quả của họ được công bố vào ngày 9 tháng 4 năm 2010.

### Đặt tên
Nguyên tố có số nguyên tử 117 theo dự đoán của Mendeleev là eka-astatin (xem thuật ngữ 'eka'). Tên ununsepti là tên gọi theo hệ thống được dùng để đặt tên tạm thời cho các nguyên tố mới được phát hiện cho đến khi việc phát hiện được IUPAC công nhận, và quyết định đặt tên. Thông thường, tên gọi được chọn theo đề xuất của người (nhóm) phát hiện.
Theo các hướng dẫn hiện hành của IUPAC, tên của tất cả các nguyên tố mới phải có tiếp hậu tố là "-ium", có nghĩa là tên gọi đối với ununseptium có thể là -ium, chứ không thể là -ine trong trường hợp nó có thuộc nhóm halogen hay không.